# Febronianismus

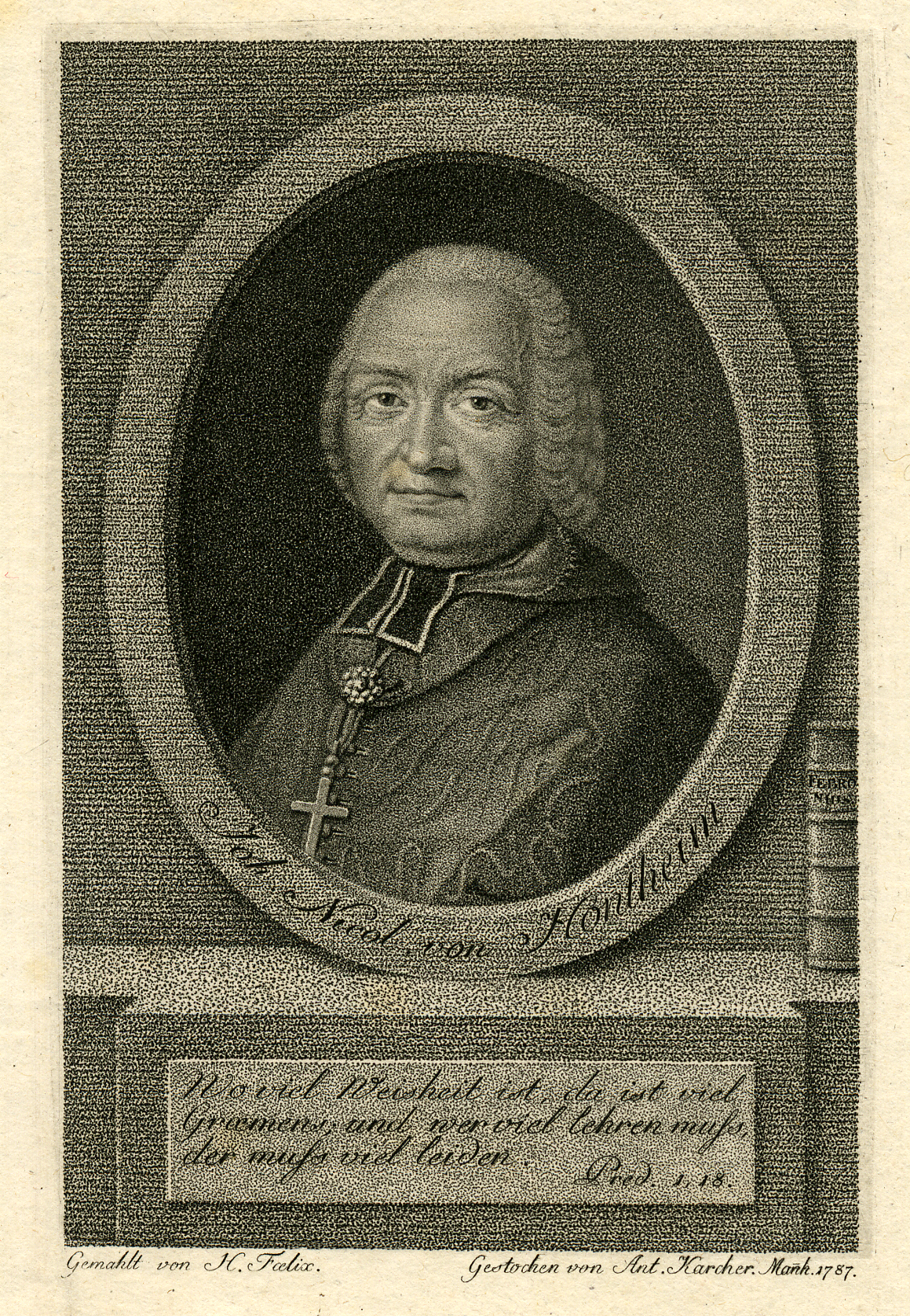
Johann Nikolaus von Hontheim užíval pseudonymu "Febronius", po něm byl proud pojmenován

Febronianismus byl osvícenstvím inspirovaný reformní proud v katolické církvi, který získal v 18. až 19. století silnou pozici v Německu a na území Habsburské monarchie. Papež byl podle něj podřízen koncilu a neměl prakticky žádnou moc nad ostatními biskupy, jejichž úřad a jeho vykonávání má pocházet přímo od Boha, nezávisle na Svatém stolci. Jednotlivé národní církve jsou podle febroniánského konceptu autonomní až nezávislé.
Základním ideologickým dílem febrnianismu je spis De statu ecclesiae et legitima potestate Romani Pontificis, který v roce 1763 vydal pod pseudonymem Justinus Febronius (odtud jméno) Johann Nikolaus von Hontheim, pomocný biskup trevírské arcidiecéze. 
Papež Klement XIII. v roce 1764 nauku odsoudil a zakázal Febroniovo dílo šířit, nicméně řada biskupů ho neuposlechla. Febronianismus ale i přesto postupně ztrácel v Německu své pozice, v 19. století už měl skutečně významné postavení pouze na území Habsburské monarchie, kde měli císaři právo vybírat biskupy a upřednostňovali právě febronianistické kandidáty. Definitivní konec febronianismu jakožto byť i jen lokálně významného proudu v katolické církvi znamenal první vatikánský koncil, který vyhlásil dogma o papežské neomylnosti (1870).